# Đoàn Văn Kiển
Đoàn Văn Kiển, sinh ngày 15 tháng 8 năm 1950 tại Nam Hà là một chính khách Việt Nam. Nguyên Chủ tịch Hội đồng quản trị Tập đoàn Công nghiệp Than - Khoáng sản Việt Nam, Ủy viên Ban Chấp hành Trung ương Đảng Cộng sản Việt Nam Khóa VIII..

## Tiểu sử
- Năm 1967, ông Kiển được Nhà nước cho sang Ba Lan học tập, gần 7 năm được đào tạo bài bản về chuyên ngành Khai thác mỏ.
- Năm 2001, Ban cán sự Đảng đã đề nghị hình thức kỷ luật về mặt Đảng do sai phạm tài chính[2][3].
- Thủ tướng Chính phủ bổ nhiệm giữ chức Chủ tịch Hội đồng quản trị Tập đoàn công nghiệp Than-Khoáng sản Việt Nam từ ngày 1 tháng 6 năm 2007[4].
- Năm 2009, Ủy ban Kiểm tra Trung ương ra quyết định kỷ luật với hình thức cảnh cáo về Đảng đối với ông do vi phạm nguyên tắc tập trung dân chủ[5].
- Năm 2010, ông xin về hưu sớm và được Thủ tướng Chính phủ chấp thuận[6].